# Калмак
Калмак (баш. Ҡалмаҡ) — племя в составе катайских башкир и название нескольких родов в составе башкирских племён сызгы, кошсы, балыксы, а также в составе башкирских казаков. Дословный перевод этнонима 'ҡалмаҡ' значит 'остаток, часть'.
Родоплеменные группы калмак кроме башкир, входят в состав казахов, каракалпаков, киргизов, узбеков, сибирских татар (калмаки), туркмен (галмык), хакасов, тарбагатайских киргизов.

## Родовой состав
Родовые подразделения: аюка • буран • бурангарак • дурнай • кара • карашкак • катай • кашка • кужак • кузяка • кулак • кускильде • симкэ • турэле.

## Этническая история
Башкиры-калмаки считают своим родоначальником Буранягарака, который, по преданию, пришёл с Иртыша. Родовые подразделения буран, буранягарак, зафиксированные в составе башкирских калмаков, генеалогически связываются с Буранягараком. В предании идёт речь о калмыках, появившихся в Западной Сибири в начале XVII в. Среди зауральских башкир можно услышать рассказ, что калмаки ещё при жизни их дедов были шаманистами, за что их называли кяфер-калмак. После принятия ислама их стали именовать сарт-калмаками.
В «Ведомости о количестве башкирского и мишарского населения…», составленной в 1872 г., говорится, что «калмаки, называемые аюкинскими, ведут наименование от хана Аюка, который прежде кочевал между Уралом и Волгой», и что показанные в ведомости аюкинцы «отошли в Башкирию с 80 лет и приняли закон магометанский со исправлением вообще башкирской службы».
Калмаки — оставшаяся в Зауралье группа калмыков, которая, поступив на службу к русскому царю, получила вотчинные права и положила начало новому «роду». Расселяясь смежно с ялан-катайцами, калмыки довольно сильно смешались с ними.